# مورچه‌مرغ گلوسیاه
مورچه‌مرغ گلوسیاه (نام علمی: Myrmeciza atrothorax) نام یک گونه از تیره مورچه‌مرغ است.